# Ionel Dumitrescu
Ionel Dumitrescu este un general român de informații, care a îndeplinit funcția de comandant al Serviciului de Telecomunicații Speciale (actualul STS) din cadrul Ministerului Apărării Naționale (11 ianuarie - 12 iunie 1990).

## Biografie
El este inginer de meserie.
În perioada 11 ianuarie - 12 iunie 1990, colonelul ing. Dumitrescu a îndeplinit funcția de comandant al Unității de Transmisiuni "R" (viitorul Serviciu de Telecomunicații Speciale), care fusese trecut în subordonare față de Ministerul Apărării Naționale .
Colonelul Ionel Dumitrescu a fost înaintat la gradul de general de brigadă (cu o stea) la data de 15 aprilie 1997, fiind trecut în rezervă începând cu aceeași dată .